# Briggitte Bozzo
Briggitte Bozzo (Maracay, 2001. augusztus 19. –) mexikói színésznő.

## Élete és pályafutása
2011-ben debütált a TV Aztecánál az Amar de nuevóban. 2012-ben a Több mint testőr című sorozatban Génesis Arroyo Uriarte szerepét játszotta a Telemundónál.

## Filmográfia
| Év        | Eredeti Cím      | Cím              | Szerep                          | TV stúdió |
| --------- | ---------------- | ---------------- | ------------------------------- | --------- |
| 2011      | Amar de nuevo    |                  | Flor                            | TV Azteca |
| 2012      | Abismo de pasión | Bűnös vágyak     | Elisa Castañón Bouvier (gyerek) | Televisa  |
| 2012–2013 | Corazón valiente | Több mint testőr | Génesis Arroyo Uriarte          | Telemundo |
| 2013–2014 | Quiero amarte    |                  | Valeria Espinoza Serrano        | Televisa  |